# (315) Constantia
Ne doit pas être confondu avec (117852) Constance ou (405207) Konstanz.
(315) Constantia est un astéroïde de la ceinture principale découvert par Johann Palisa le 4 septembre 1891 à Vienne.